# 漸台四

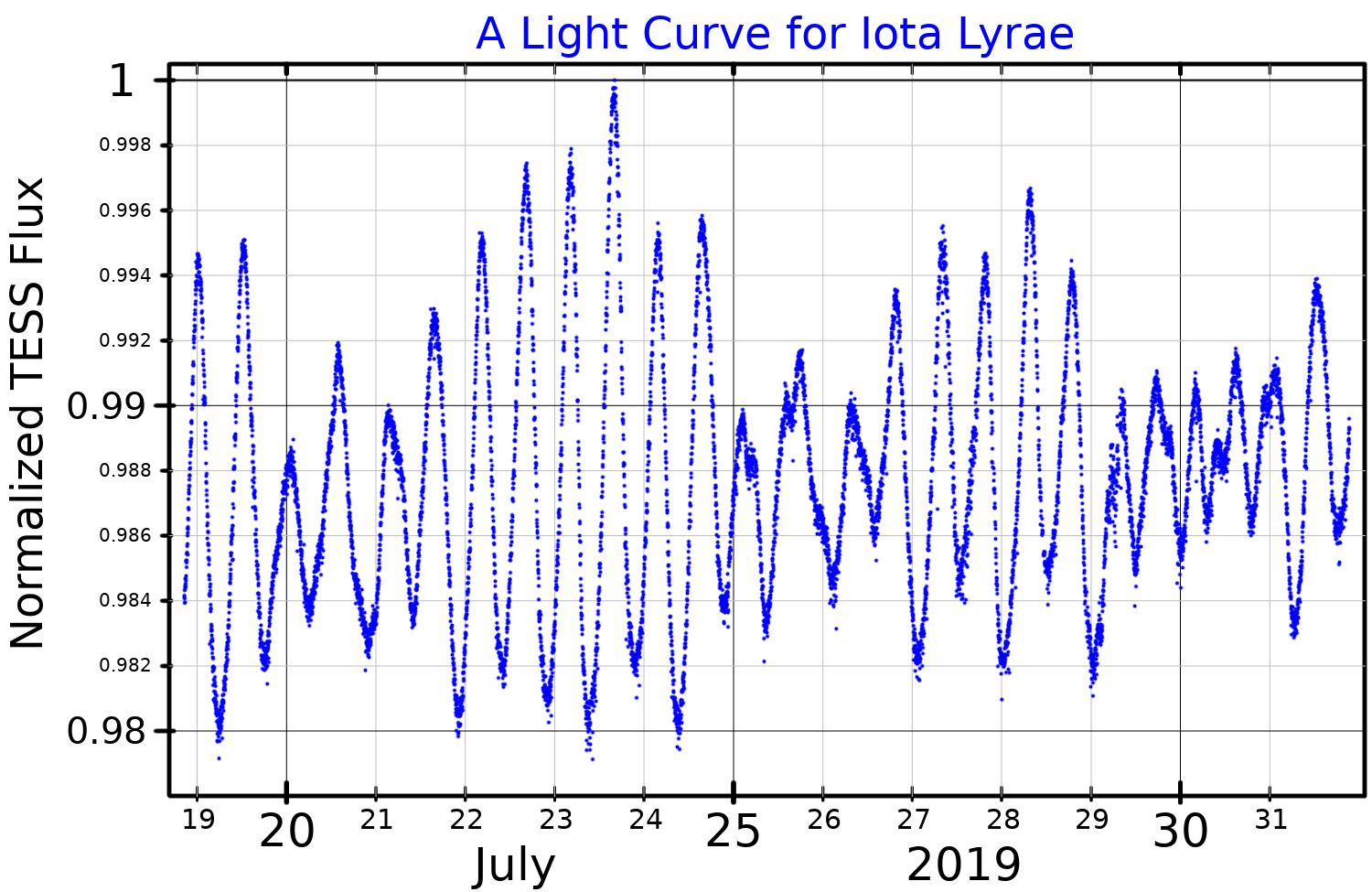
渐台四的光变曲线图

天琴座ι，又名BD+35 3485，HD 178475、SAO 67834、HR 7262，是天琴座的一颗恒星，视星等为5.28，位于銀經67.23，銀緯12.65，其B1900.0坐标为赤經19h 3m 43.9s，赤緯+35° 12.65′ 36″。